# 팡파르

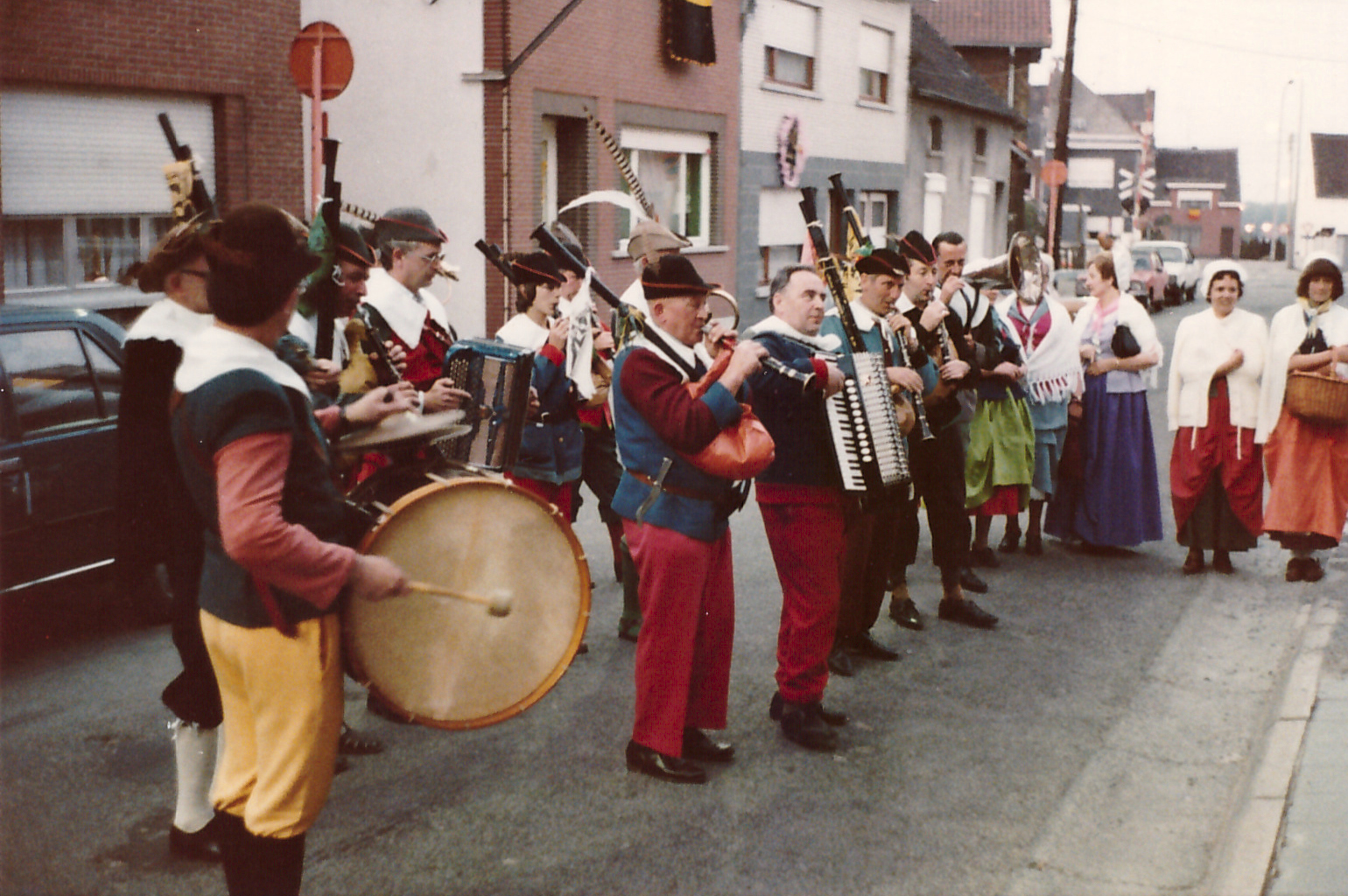

팡파르(Fanfare)는 큰북, 트럼펫 등으로 연주하는 화려하고 씩씩한 짧은 악곡이다. 또한 축전, 의식 등의 진행을 알리는 삼화음만을 사용한 트럼펫의 신호이기도 하다.